# Gabriel Bernal
Pour les articles homonymes, voir Bernal.
Gabriel Bernal, né le 24 mars 1956 à Cruz Grande dans l'état de Guerrero au Mexique et mort le 12 juin 2014 à Mexico, est un boxeur mexicain ayant été champion du monde WBC des poids mouches pendant six mois en 1984.

## Carrière professionnelle
Bernal vient de Cruz Grande, au Mexique. Il fait partie des dix meilleurs poids mouches du monde lorsqu'il va à Tokyo affronter le favori de la ville, Koji Kobayashi à l'occasion d'un championnat du monde WBC. Bernal va vaincre Kobayashi par KO au deuxième round. Deux mois plus tard, il défend avec succès son titre à Nîmes en battant Antoine Montero par KO au onzième round. Cela est significatif car les six précédents champions WBC poids mouches ont tous perdu leur titre lors de leur première défense.
On se souvient de Bernal pour sa série de combats avec le Thaïlandais Sot Chitalada. Pour sa deuxième défense, Bernal se rend à Bangkok pour lui faire face. Le 8 octobre 1984, il perd sur décision. Douze mois plus tard, Bernal revient à Bangkok pour tenter de ravir le titre à Chitalada. Le 22 juin 1985, le Mexicain fait match nul à l'issue des douze rounds et Chitalada conserve le titre. Il fait une autre tentative dix-huit mois plus tard, se rendant de nouveau à Bangkok, où il perd le 10 décembre 1986, toujours contre Chitalada. C'est sa dernière tentative pour remporter le titre mondial. Il finit sa carrière avec un record de 43 victoires (dont 28 avant la limite), 14 défaites et 3 matchs nuls.